# Innsbrucker Ring (metropolitana di Monaco di Baviera)
Innsbrucker Ring è una stazione della Metropolitana di Monaco di Baviera, che serve le linee U2 e U5. Si trova al di sotto dell'Innsbrucker Ring e permette l'interscambio diretto tra la U2 e la U5, sulla stessa banchina.
La stazione si trova a 868 metri da Karl-Preis-Platz e a 1.576 metri da Josephsburg sulla linea U2, mentre si trova a 1.602 metri da Ostbahnhof e a 982 metri da Michaelibad sulla linea U5.
È stata inaugurata il 18 ottobre 1980.